# Radek Ťoupal
Radek Ťoupal (* 16. srpen 1966 Písek, Československo) je bývalý český hokejový útočník a trenér.

## Hráčská kariéra
S hokejem začínal v Milevsku a v sezóně 1982/1983 přešel do prvoligových Českých Budějovic, kde strávil většinu své hokejové kariéry. Byl také reprezentantem československého, resp. českého výběru na olympiádách v Albertville (bronz) a Lillehammeru (5. místo) a na dvou MS v hokeji. S hokejem skončil v roce 2001. Je členem Klubu hokejových střelců deníku Sport (46. místo) a Klubu 300 MF Dnes (49. místo).

## Po skončení hráčské kariéry
Od roku 2001 se věnoval se podnikatelské činnosti - má realitní firmu Ťoupal Reality s.r.o. K hokeji se vrátil v průběhu sezóny 2003/04, kdy jej generální manažer HC České Budějovice Jaroslav Pařízek přemluvil, aby se s Ladislavem Koldou ujali týmu, který směřoval k baráži. Ani pod Ťoupalovým vedením se nepodařilo zabránit sestupu z extraligy. Poté vedl českobudějovické juniory a po sezoně 2005/06 z hokejové scény odešel a znovu se vrátil v sezóně 2009/10 jako trenér mladšího dorostu.

## Ocenění a úspěchy
- 1991 ČSHL - All-Star Tým
- 1991 ČSHL - Nejlepší nahrávač
- 1991 ČSHL - Nejproduktivnější hráč
- 1998 ČHL - Nejlepší nahrávač

## Klubová statistika
| Sezóna        | Klub                      | Soutěž        |     | Základní část | Základní část | Základní část | Základní část | Základní část |    | Play off | Play off | Play off | Play off | Play off |
| Sezóna        | Klub                      | Soutěž        | Z   | G             | A             | B             | TM            | Z             | G  | A        | B        | TM       |          |          |
| 1982–83       | TJ Motor České Budějovice | ČSHL          | 3   | 1             | 0             | 1             | 0             | —             | —  | —        | —        | —        |          |          |
| 1983–84       | TJ Motor České Budějovice | ČSHL          | 6   | 0             | 2             | 2             | 0             | —             | —  | —        | —        | —        |          |          |
| 1984–85       | TJ Motor České Budějovice | ČSHL          | 40  | 8             | 10            | 18            | 16            | —             | —  | —        | —        | —        |          |          |
| 1986–87       | TJ Motor České Budějovice | ČSHL          | 35  | 16            | 14            | 30            | 20            | —             | —  | —        | —        | —        |          |          |
| 1987–88       | TJ Motor České Budějovice | ČSHL          | 31  | 16            | 17            | 33            | —             | —             | —  | —        | —        | —        |          |          |
| 1988–89       | TJ Motor České Budějovice | ČSHL          | 44  | 29            | 29            | 58            | 10            | —             | —  | —        | —        | —        |          |          |
| 1989–90       | TJ Motor České Budějovice | ČSHL          | 47  | 23            | 27            | 50            | —             | —             | —  | —        | —        | —        |          |          |
| 1990–91       | ASVŠ Dukla Trenčín        | ČSHL          | 56  | 22            | 60            | 82            | 32            | —             | —  | —        | —        | —        |          |          |
| 1991–92       | HPK                       | SM-l          | 44  | 17            | 29            | 46            | 10            | —             | —  | —        | —        | —        |          |          |
| 1992–93       | HPK                       | SM-l          | 46  | 18            | 37            | 53            | 14            | 12            | 4  | 5        | 9        | 2        |          |          |
| 1993–94       | HC České Budějovice       | ČHL           | 44  | 21            | 20            | 41            | 34            | 3             | 1  | 1        | 2        | 0        |          |          |
| 1994–95       | Star Bulls Rosenheim      | DEL           | 20  | 6             | 14            | 20            | 10            | —             | —  | —        | —        | —        |          |          |
| 1994–95       | HC České Budějovice       | ČHL           | 22  | 10            | 15            | 25            | 14            | 9             | 5  | 6        | 11       | 4        |          |          |
| 1995–96       | HC České Budějovice       | ČHL           | 40  | 13            | 30            | 43            | 32            | 10            | 3  | 7        | 10       | 4        |          |          |
| 1996–97       | HC České Budějovice       | ČHL           | 52  | 18            | 36            | 54            | 40            | 5             | 1  | 5        | 6        | 27       |          |          |
| 1997–98       | HC České Budějovice       | ČHL           | 50  | 17            | 41            | 58            | 34            | —             | —  | —        | —        | —        |          |          |
| 1998–99       | HC České Budějovice       | ČHL           | 50  | 12            | 36            | 48            | 24            | 3             | 1  | 0        | 1        | 4        |          |          |
| 1999–00       | HC České Budějovice       | ČHL           | 48  | 10            | 21            | 31            | 16            | 3             | 0  | 1        | 1        | 0        |          |          |
| 2000–01       | Kapfenberger SV           | ÖEL           | 42  | 24            | 25            | 49            | 64            | —             | —  | —        | —        | —        |          |          |
| Celkem v ČSHL | Celkem v ČSHL             | Celkem v ČSHL | 262 | 115           | 159           | 274           | 78            | —             | —  | —        | —        | —        |          |          |
| Celkem v ČHL  | Celkem v ČHL              | Celkem v ČHL  | 306 | 101           | 199           | 300           | 194           | 33            | 11 | 20       | 31       | 39       |          |          |

## Reprezentace
| Rok                       | Tým                       | Soutěž                    | Z  | G | A | B  | TM |
| ------------------------- | ------------------------- | ------------------------- | -- | - | - | -- | -- |
| 1984                      | Československo 18         | MEJ                       | —  | — | — | —  | —  |
| 1986                      | Československo 20         | MSJ                       | 7  | 5 | 7 | 12 | 44 |
| 1991                      | Československo            | MS                        | 10 | 1 | 1 | 2  | 0  |
| 1992                      | Československo            | OH                        | 8  | 1 | 0 | 1  | 6  |
| 1993                      | Česko                     | MS                        | 8  | 2 | 5 | 7  | 4  |
| 1994                      | Česko                     | OH                        | 6  | 1 | 0 | 1  | 4  |
| Seniorská kariéra celkově | Seniorská kariéra celkově | Seniorská kariéra celkově | 32 | 5 | 6 | 11 | 14 |